# Бьянки, Пьер Паоло
Пьер Паоло Бьянки (итал. Pier Paolo Bianchi; род. 11 марта 1952, Римини, Италия) — итальянский мотогонщик, трехкратный чемпион мира по шоссейно-кольцевых мотогонкам в классе 125сс (1976, 1977, 1980).

## Биография
Пьер Паоло Бьянки дебютировал в чемпионате мира по шоссейно-кольцевым мотогонкам в 1973 году, приняв участие в гонке класса 125 сс на Гран-При Италии на Yamaha, заняв в ней пятое место. В следующем сезоне он по wild-card снова принял участие в Гран-При Италии, на этот раз на мотоцикле Minarelli, и занял там третье место. Этот успех позволил Пьеру Паоло в следующем сезоне стать полноценным гонщиком в чемпионате мира, представляя в классе 125 сс команду Morbidelli. В первом же полном сезоне Бьянки в семи гонках, в которых стартовал, шесть раз финишировал на подиуме и занял в общем зачете второе место, пропустив Паоло Пилери.
В следующем сезоне 1976 года Пьер Паоло выиграл свой первый титул чемпиона мира в классе 125 сс после того, как выиграл семь Гран-При, опередив в общем зачете на 23 очка испанца Анхеля Ньето. В 1977 году он снова получил титул чемпиона, одержав семь побед, два вторых места и 131 очко в общем зачете.
В 1978 году он вернулся к Minarelli, с которой выиграл четыре гонки, получив в итоге третье место в общем зачете класса 125 сс. Ещё хуже результаты были в сезоне 1979 года, когда лучшим результатом Бьянки было третье место на Гран-При Швеции, а в общем зачете он занял десятое место. В 1980 году он решил перейти к MBA, с которой в третий раз в своей карьере стал чемпионом мира.
После этого триумфа в карьере Пьера Паоло начался период экспериментов, когда он из года в год менял команды: Sanvenero, Rieju, Cagiva, Seel. В 1984 и 1986 годах Бьянки даже участвовал в соревнованиях класса 80сс. И, хотя у него и случались победы на этапах Гран-При, однако для ещё одной победы в чемпионате их оказалось мало: лучшим результатом было 2-е место в 1985 году.
В 2003 году президент Италии Чампи наградил Пьера Паоло Бьянки почетным знаком «Кавалер ордена за заслуги перед Итальянской Республикой», что поставило его в один ряд с такими выдающимися итальянскими чемпионами, как Джакомо Агостини, Бруно Руффо, Эудженио Лаззарини и Карло Уббиали.